# Cloud Strife
Cloud Strife (クラウド・ストライフ Kuraudo Sutoraifu?) es un personaje ficticio y el protagonista principal del videojuego de rol Final Fantasy VII  de 1997 de Square (ahora Square Enix) y varias de sus secuelas y spin-offs. En Final Fantasy VII, Cloud es un mercenario que afirma ser anteriormente SOLDADO, un grupo de supersoldados de élite empleados por Shinra Electric Power Company, una megacorporación responsable de drenar la vida del planeta. Luchando contra Shinra en el grupo de resistencia AVALANCHE, e impulsado por una pelea con el antagonista principal, Sephiroth, Cloud aprende a aceptar su pasado problemático y se adapta a su papel como líder.
También ha participado como «invitado» en Kingdom Hearts y Super Smash Bros. Su voz en el doblaje japonés corre a cargo del actor Takahiro Sakurai.

## Primer contacto (Final Fantasy Crisis Core)
En el juego de Final Fantasy VII Crisis Core (PSP), Cloud es un novato miembro del escuadrón de seguridad de Shin-Ra (compañía energética mega-corporal), en otras palabras el ejército comercial y técnicamente moderno de aquel día. Cloud en ese tiempo es un joven inocente que anhela con ser un SOLDADO, cuya misión es la paz de Shin-Ra, pero por sus pocas habilidades no lo consigue. Por suerte, en una misión que lleva a cabo Zack con Tseng en una fábrica se vincula mucho con Zack, quien se convierte en su único y mejor amigo. En Final Fantasy VII Cloud menciona que tuvo a una persona tan cercana que la podía considerar como a su hermano aunque no menciona a quién, se puede suponer que se estuviera refiriendo a Zack. Este protege a Cloud desde ese momento, e incluso lo ayuda en la batalla que este mantiene con Sephiroth en el reactor Mako, al punto de lograr derrotarlo con su ayuda. 
Después de eso, Cloud y Zack fueron expuestos a energía Mako potenciada por el profesor Hojo y fueron tomados como experimentos para comprobar si la energía de las células de Jenova se podía fusionar con células humanas avanzadas. Cloud es inyectado con las últimas células originales de Jenova creándole Mako adicción, lo que causa que la memoria se le vaya perdiendo gradualmente. Cuando ambos escapan del laboratorio, en la Mansión Shin-Ra de Nibelheim (el pueblo natal de Cloud), el ejército civil decide trabajar por su cuenta y trata de destruir tanto a Zack como a Cloud. Finalmente el primero muere tratando de defender al segundo. Cloud despierta de su estado y encuentra a Zack a punto de morir, trata de ayudarlo pero estaba muy débil para cargarlo. Entonces el herido le lega sus recuerdos y la famosa Buster Sword.

## Final Fantasy VII

### Unión a AVALANCHA
Cloud es un Ex-SOLDADO, que pasó a trabajar como mercenario. Tras un tiempo, Barret Wallace, líder del grupo terrorista AVALANCHA, lo contrata para una misión. Cuando se le acercó su amiga de la infancia y miembro de AVALANCHA, Tifa Lockhart, Cloud acepta continuar ayudando a AVALANCHA. 
Dicha misión consiste en volar por los aires uno de los 8 reactores de Energía Mako en la ciudad de Midgar, ya que estos reactores van consumiendo la energía vital del planeta y debilitándolo.
Durante la misión, Tifa, Barret y Cloud son detenidos por los soldados de ShinRa, la organización que gobierna Midgar. Incluso su presidente hace aparición, ordenando el lanzamiento de un nuevo robot para acabar con ellos. Los tres luchan y vencen a este enemigo, pero con la explosión, al ser destruido, Cloud queda suspendido en el aire aferrándose al filo de la pasarela destruida. Tifa y Barret no pueden hacer nada para evitar su caída al nivel inferior de la ciudad, y tienen que seguir adelante sin noticias de su compañero.

### Conociendo a Aeris
Tras la caída, Cloud se despierta en una iglesia de los suburbios sobre un montón de flores, sorprendido porque en Midgar ya no crecen, y extrañado al ver que una chica le estaba observando. La chica es una vendedora de flores que Cloud había visto antes, pero no había reparado apenas en ella. Es Aeris Gainsborough. 
En aquel momento, un hombre vestido de traje azul hace presencia, es un Turco. Los Turcos son miembros del servicio secreto de Shin-Ra. Venía a por Aeris, pero ella propone a Cloud que sea su guardaespaldas a cambio de una cita y él acepta, huyendo de aquel lugar, rumbo a su casa. Una vez a salvo, Cloud tiene intención de volver a la base de operaciones de AVALANCHA, que se encuentra en otro suburbio, concretamente en el bar El Séptimo Cielo, propiedad de Tifa. Pero no sabe llegar, en cambio Aeris si, que acompaña a Cloud a la entrada del suburbio.
Al llegar, Aeris le pregunta a Cloud cuál era su rango como SOLDADO. Este contesta que era un 1.ª clase, Aeris le dice que era el mismo rango que el primer chico que le gustó (Zack Fair). Pero de repente, de la entrada, sale un carro tirado por chocobos en dirección al Mercado Muro. En él estaba Tifa. al verla, salen tras él. Durante el curso de sus viajes, se desarrolla un triángulo amoroso entre Cloud, Tifa y Aeris.

### El contraataque de Shin-Ra
Tifa había sido elegida por un mafioso de Mercado Muro, Don Corneo, que está buscando nueva novia. Cloud y Aeris deciden introducirse en la Mansión, aunque Cloud debe disfrazarse de mujer para ello. Dentro, va al encuentro de Tifa. Tifa les cuenta, aunque sorprendida de ver a Cloud vestido de mujer, que está aquí para sacarle información a Don Corneo sobre lo que planea Shin-Ra. Para ello, él elige entre tres mujeres quien será su novia. Aunque elige a una de ellas (puede ser cualquiera de los tres), al final acaban los tres en el cuarto de Don Corneo, amenazándole si no habla. Don Corneo canta, contándole que ShinRa planea derrumbar el sector 7 aplastando el suburbio que se encuentra abajo (donde se encuentra El Séptimo Cielo) y acusar del atentado a AVALANCHA. Sabiendo esto, Don Corneo activa una trampa, enviándoles a la alcantarilla, retrasando su regreso al suburbio. Al llegar, se encuentra que todo el grupo de AVALANCHA están luchando en el pilar para evitar el derrumbe. En esta situación, Tifa manda a Aeris a buscar a Marlene, la hija de Barret, y ponerla a salvo. Cloud y Tifa van ayudar a Barret, pero están presentes los Turcos. Su jefe, Tseng, ha secuestrado a Aeris. Aeris le dice a Tifa que "ella se encuentra a salvo". En esta situación lo único que pueden hacer es huir y salvarse; dejando que se derrumbe y aplaste todo el suburbio. Para ello, Barret, Cloud y Tifa se cuelgan en un cable y lo utilizan como liana para escapar del sector justo antes de que explote su pilar. En esta explosión muere Jessie, otra miembro de AVALANCHA que estaba luchando junto a Biggs y Wedge a lo largo de la escalera del pilar. Los dos últimos también se creían fallecidos, pero ambos aparecen con vida más adelante.

### Rescatar a Aeris
Cloud, Tifa, Barret y Marlene, que Aeris se había llevado a casa de su madre adoptiva, son los únicos supervivientes del derrumbe. El grupo decide actuar e ir al edificio Shinra a salvar a Aeris. El grupo llega, tras combatir la seguridad, hasta el piso 66, un laboratorio, donde se encuentra Aeris. En una cámara se encontraba el cuerpo de Jénova. Aeris estaba siendo usada como sujeto de experimentos por el Profesor Hojo, que decía que era la última Cetra o Anciana. En el momento en que llegan Cloud y el grupo, un ser semejante a un perro es colocado junto a Aeris en la cámara. Barret no puede resistirse y abre la celda disparando sobre ella. Hojo se lamenta, pensando que han muerto sus dos especímenes. Sin embargo, el perro se abalanza sobre él, y Aeris es liberada. El perro es un espécimen que tiene la capacidad de hablar. Su nombre es Nanaki, pero Hojo le puso Red XIII y es el último de su especie, como Aeris. Red XIII se une al grupo para poder huir del edificio. Para lograrlo, deciden coger el ascensor. Mientras descienden, son apresados al caer en una emboscada. Mientras están recluidos en sus celdas y dormidos, Cloud despierta y se encuentra la puerta de la celda abierta. Al salir al exterior, los pasillos están repletos de sangre y cadáveres. El grupo, ya libre, decide seguir el rastro de sangre que lleva a la última planta. Antes de llegar, en el laboratorio de Hojo, descubren que el cuerpo de Jénova había desaparecido. En la última planta yacía el cuerpo del Presidente de Shinra, muerto, con la espada de Sephiroth atravesada. En ese mismo momento, Rufus irrumpe en la escena. Él era el vicepresidente, pero con la muerte de su padre, ascendió como heredero automáticamente a presidente. Cloud decide luchar contra él solo y dar a los otros tiempo para que puedan huir. Logra vencer a Rufus, sin embargo, él logra huir en un helicóptero. Cloud se reúne con los demás y huye por la autopista, él en una moto y el resto en una furgoneta. Fuera de peligro, el grupo decide salir de Midgar y recorrer el mundo, tras la pista de Sephiroth.

### El turbio pasado de Cloud
Cloud y compañía deciden ir al pueblo vecino de Kalm para pensar que hacer. Al llegar, se alojan en el hostal del pueblo. En la habitación, todos saben quien es Sephiroth, pero "¿Por qué debemos perseguirle"?, esa es la pregunta de todos. Cloud tiene la respuesta. Hace unos años, Cloud hizo unas misiones con el mejor SOLDADO que había, Sephiroth. Unas de estas misiones le llevó a Nibelheim, su pueblo natal y el de Tifa. La misión era examinar un reactor-Mako, cuya misión también estaba con Zack. Sephirot tras darse cuenta de que el mismo era un experimento se une a Jenova y quema todo el pueblo (incendio en el cual muere la madre de Cloud). También hace daño a Tifa, la gran amiga de Cloud de toda la vida. Y después, Zack y Cloud le derrotan pero quedan malheridos, 4 años después despiertan siendo un experimento de Hojo y Cloud sufría una sobredosis de Mako. Tras esto, Cloud olvida todo sobre su amigo Zack y adquiere sus recuerdos, creyendo que son los suyos propios, además se descubre que Cloud nunca llegó a ser SOLDADO de primera clase, mientras que Zack si.
```
(
Final Fantasy Crisis Core
).
```

### El camino a Junon
Una vez el grupo ha escuchado la historia de Cloud, se ponen en marcha hacia la Mina de Mitrilo, rodeada por un pantano en el que habita un gigantesco monstruo serpiente llamado Midgar Zolom, tras pedir ayuda en una granja de chocobos cercana, Cloud y los demás capturan uno de ellos y alcanzan la mina sorteando la enorme serpiente. Justo antes de entrar, divisan una de ellas empalada por Sephiroth, una vez dentro se encuentran con los Turcos: Ruda, Tseng y su nueva incorporación, Elena, que desvela imprudentemente la misión de los Turcos, seguir a Sephiroth que va rumbo a Junon. Una vez los turcos se van, el grupo de Cloud sale de la mina y pone rumbo a la ciudad portuaria. En los bosques cercanos se encuentran con una descarada jovencita de 16 años que los ataca para robarles su materia, tras derrotarla, esta revela ser Yuffie Kisaragi, que tras escuchar los motivos de Cloud decide unirse a su grupo.

### Junon y el nuevo continente
El grupo alcanza Junon en su base, en el que está un empobrecido y contaminado pueblo pesquero, allí en la playa, una jovencita juega con un delfín cuando es atacada con un gran monstruo marino llamado Bottomswell, tras derrotarlo y reanimar a la niña, llamada Priscila, esta les regala la materia Shiva y le permite a Cloud alcanzar la ciudad de Junon con su delfín, en las alturas. Cloud alcanza la ciudad mientras sus compañeros se infiltran por su cuenta y participa en el desfile de bienvenida de Rufus, incluso hace la instrucción para él antes de que embarque con Heidegger. Cloud finalmente embarca tras sus enemigos y se reúne con sus amigos, que también han entrado de polizontes.
En el barco todos permanecen de incógnito, Barret está a punto de atacar a Rufus y Heidegger pero antes la alarma suena, Sephiroth está a bordo. El Ex-SOLDADO ha matado a gran parte de la tripulación, Cloud y sus compañeros lo descubren en la bodega, no obstante huye dejando un brazo de JENOVA para pelear. Tras una dura batalla la extremidad cae derrotada y con grandes dudas, el grupo desembarca en Costa del Sol, donde tras tomar un breve descanso, prosiguen su viaje hacia las montañas.
Tras un largo viaje a través de las cadenas montañosas y vías del tren, Cloud y los demás alcanzan el paupérrimo pueblo de Corel, donde Barret es recibido como un traidor responsable de la caída en desgracia de la ciudad, tras conocer que Barret había favorecido la construcción del reactor que llevó a su ciudad a la ruina, parten hacia Gold Saucer en el tranvía cercano.

### Gold Saucer
En Gold Saucer, un turbado Barret enfurece tras las palabras de Aerith y abandona el grupo, entretanto Cloud y los demás exploran el parque de atracciones. En la Zona Wonder un extraño gato montado en un peluche llamado Cait Sith les predice la consecución de sus objetivos a costa de un ser querido, para saber a dónde lleva esta predicción, el extraño ser decide acompañarles a pesar de las reservas de Cloud. En la Battle Square, el Ex-SOLDADO y sus compañeros descubren varios cadáveres tiroteados del personal del parque. El dueño, Dio, los culpa y los conduce a la Prisión del Desierto.
Allí el grupo se reúne con Barret de nuevo, que explica que no sólo él posee un brazo arma y que su mejor amigo, y verdadero padre de Marlene, Dyne sufrió heridas similares a las suyas en el ataque a Corel por parte de Shinra y encabezado por Escarlata. Buscando al jefe de la prisión para poder salir de allí, el grupo encuentra a Dyne, que resulta ser la persona que buscan. El antiguo compañero de Barret ha enloquecido y se dispone a acabar con todos, no obstante Barret se enfrenta a él solo y logra derrotarlo; en un último momento de lucidez, Dyne le da el colgante de su mujer a Barret y le pide que cuide de su hija, tras esto se suicida lanzándose al vacío mientras su amigo grita amargamente. Vencido el líder de la prisión, el grupo puede disputarse la libertad en una carrera de chocobos en la que Cloud participa y obtiene el primer puesto con un chocobo propiedad de una reputada y joven mánager llamada Ester.

### Gongaga
Una vez logran su libertad y el asunto de Dyne se ha aclarado, Dio se disculpa y les regala un Buggy con el que prosiguen su viaje. El grupo se detiene en un tupido bosque que rodea un enorme reactor destrozado, cuando se internan en él son atacados por los turcos Reno y Ruda, que los esperaban, tras derrotarlos y hacerlos huir Cloud comienza a dudar de sus amigos. El bosque conduce a un destrozado pueblo que rehúsa usar Mako ya que el reactor explotó acabando con las vidas de muchas personas, dos ancianos interrogan a Cloud al enterarse de que perteneció a SOLDADO sobre una primera clase llamado Zack, su hijo, Cloud no reconoce a nadie así a pesar de que ese nombre le resulta familiar. Mientras exploran Gongaga, alcanzan el destrozado reactor, pero deben esconderse ya que Tseng y Escarlata hacen acto de aparición buscando Materias Enormes con las que crear el arma definitiva, no obstante su búsqueda es baldía y se van. Cloud y los suyos cada vez se preocupan más, pero solo pueden continuar tras los pasos de Sephiroth.

### Cañón Cosmo
Cuando surcan una zona árida y pedregosa al atardecer, el Buggy se avería y buscan refugio en las montañas, encontrando la famosa ciudad observatorio Cañón Cosmo, ciudad natal de Red XIII (cuyo verdadero nombre resulta ser Nanaki), lugar en el que todo aquel que desee puede estudiar el funcionamiento de la Tierra. Gracias a su mediación todo el grupo puede alojarse en Cañón Cosmo. Red XIII les cuenta la historia sobre su heroica madre, que defendió la ciudad hasta la muerte mientras que su cobarde padre huyó. Nanaki visita junto a Cloud a su abuelo Bugenhagen, que les explica en su máquina holográfica cómo la energía Mako es en realidad la energía formada por las almas de los seres vivos una vez mueren y que el expolio de estos recursos hará que la Tierra muera pues no se renovarían los organismos.
Tras enterarse de que Nanaki es incapaz de perdonar a su padre, Bugenhagen lo conduce junto a Cloud y los suyos a una cueva sellada a través de la cual fueron atacados por la tribu Gi, allí son atacados por un enorme ser formado por la acumulación de sus espíritus llamado Gi Nattack. Tras derrotarlo, Nanaki conoce la verdad: su padre Seto defendió esa parte del Cañón incluso cuando su cuerpo quedó petrificado. Red XIII siente orgullo de ser el hijo de tan bravo guerrero y aulla ante las lágrimas de su padre. Cuando Cloud y los demás deciden seguir su viaje sin Red XIII, este se une al grupo nuevamente por propia voluntad impulsado por Bugenhagen, que considera buena la labor de Cloud y los suyos por detener a Shinra y a Sephiroth, la verdadera crisis del planeta.

### Nibelheim y el paso montañoso
Tras arreglar el Buggy el grupo llega a Nibelheim, ciudad natal de Cloud y Tifa, allí a pesar del relato de Cloud sobre el incidente con Sephiroth se encuentran una ciudad en perfecto estado, al tratar de indagar con la población local descubren actitudes extrañas y que parecen indicar encubrimiento. Además de eso, innumerables hombres con capas negras pueblan la ciudad clamando por una "Unión". El grupo alcanza la Mansión Shinra, donde encuentran a Sephiroth en el sótano evocando recuerdos. Tras huir Sephiroth el grupo libera además a Vincent Valentine, un antiguo miembro de los turcos (enamorado de una científica, Lucrecia) sobre quien Hojo experimentó y mantuvo dormido durante 30 años. Al enterarse de que Cloud y los suyos van tras Sephiroth, decide unirse al grupo, que se encamina a las montañas de Nibel. Allí tras una larga caminata logran vencer a un poderoso monstruo creado con la energía del reactor mako y dejar atrás Nibelheim definitivamente, encaminándose a través de las llanuras hacia una ciudad lejana.

### Ciudad del Cohete
Cloud y los demás alcanzan Ciudad del Cohete, una poblado con un enorme cohete oxidado e inclinado en el centro, tras hablar con la población local descubren que en origen iba a ser el emplazamiento de la primera misión espacial de Shinra, pero fue arruinada por Shera, una de los técnicos, tras fracasar esto, los encargados del proyecto fundaron la ciudad al quedarse desocupados. El grupo conoce entonces a Cid Highwind, el antiguo piloto del cohete y poseedor del Potrillo, un pequeño y rápido avión con el que Cloud y los demás planean buscar a Sephiroth. Sin embargo Rufus Shinra planea utilizarlo para los mismos propósitos y alimenta en falso las esperanzas del programa espacial de Cid para obtenerlo. El antiguo responsable del proyecto, Palmer, se dispone a robar el avión encontrándose con la oposición de Cloud y compañía. Tras derrotar a Palmer, el Potrillo se acciona solo y se fuerza una huida de la ciudad a la que se suma Cid forzosamente. El Potrillo logra alejarse pero resulta dañado y debe ser utilizado como bote. Cid comenta que Rufus planeaba encontrar a Sephiroth en el Templo de los Ancianos, Cloud decide buscar información en tierra firme.

### Wutai
En una gran isla desembarca el grupo para encontrar alguna pista cuando son atacados por tropas Shinra, en pleno combate Yuffie aparece y roba toda la materia del grupo para huir acto seguido. Una vez derrotados los Shinra y sirviéndose del olfato de Nanaki, Cloud y los demás se encaminan siguiéndola al norte hasta alcanzar la ciudad de Wutai, antigua y poderosa nación convertida en lugar turístico tras ser derrotada en la guerra con Shinra. Yuffie resulta ser la hija del gobernante Godo que trata de obtener toda la materia posible para hacer que Wutai vuelva a ser una potencia militar. También aparecen los Turcos Reno, Ruda y Elena de vacaciones. Tras perseguir a Yuffie, esta resulta ser secuestrada junto a Elena por Don Corneo y el grupo de Cloud tiene que trabajar cooperando con los turcos, finalmente tras derrotar a una de las mascotas de Corneo, los turcos salvan a las mujeres y se van, haciendo que Corneo acabe cayendo por un precipicio. Tras esto Yuffie devuelve la materia robada y se une al grupo para detener a Sephiroth.

### La Piedra Angular
Ya en el continente, Cloud y los demás alcanzan una casa solitaria donde el inquilino vende extraños objetos entre los que se encuentra la Piedra Angular, llave del Templo de los Ancianos. No obstante revela que la ha vendido a Dio, el dueño de Gold Saucer, hasta donde se mueve el grupo a través de Corel. Allí Dio accede a prestarles la piedra si Cloud pelea en su Battle Square, y tras hacer el exmiembro de SOLDADO un buen papel, la llave es suya. A pesar de esto el teleférico se estropea y deben pasar la noche en el hotel cortesía de Cait Sith. Aeris y Cloud disfrutan por la noche de una cita en el teatro, teleférico...pero se dan cuenta de que Cait Sith ha entregado la Piedra Angular a los turcos, él era el espía que informaba de sus actividades a Shinra manteniendo como rehenes a Marlene y Elmyra, la madre de Aeris. A pesar de esto no pueden deshacerse del espía y deben partir al día siguiente al Templo de los Ancianos con el Potrillo.

### Templo de los Ancianos
Aeris llega al templo y un sentimiento extraño la invade, apremiándola a entrar. Tras un laberíntico recorrido logran alcanzar la entrada principal, donde encuentran a Tseng gravemente herido por Sephiroth. El turco les da la Piedra Angular para que detengan al antiguo héroe de Shinra, al llegar a la cámara principal y tras derrotar a un Gran Dragón observan que lo que contiene el Templo es la Materia Negra, capaz de invocar Meteorito, la magia de destrucción total. Para evadir el mecanismo de seguridad, Caith Sith se sacrifica en la destrucción del templo como máquina para otorgársela a Cloud tras aparecer como versión 2. En ese instante Sephiroth aparece y Cloud, perdiendo el control de sí mismo le entrega la Materia Negra antes de desmayarse.

### La Ciudad Olvidada
Cloud ve a Aeris en un bosque, pretende detener a Sephiroth ella sola pues posee el secreto que los Ancianos legaron para detener a Meteorito, Cloud se alarma pero en ese instante despierta, Tifa y Barret lo llevaron a Gongaga tras haber perdido el conocimiento. Cloud duda de sus capacidades y de sí mismo pero decide hacer todo lo posible para ayudar a su amiga. Con el Potrillo, el grupo pone rumbo al Bosque Olvidado, en el continente más al sur. Allí gracias a unos excavadores logran atravesar el Bosque Dormido con un artefacto oculto y alcanzar la Ciudad Olvidada, morada de los Ancianos. Bajo tierra alcanzan el núcleo de la ciudad y a Aeris, cuando se acercan a ella Cloud pierde nuevamente el control y está a punto de matarla con su espada, pero logra reaccionar a tiempo y detenerse. Sephiroth sin embargo cae desde el cielo atravesando a Aeris y acabando con su vida en el acto. Cloud enfurece y llora mientras Sephiroth huye y el grupo se enfrenta a otra extremidad de Jenova. Tras vencer, un desconsolado Cloud deposita a Aeris en el lago, donde su cuerpo se hunde y desaparece.

### El continente nevado e Iciclos
Tras la enorme pérdida, Cloud apela a sus compañeros para detenerlo si Sephiroth vuelve a tomar el control de su cuerpo y decide detenerlo a toda costa. Dejando la Ciudad Olvidada atrás, el grupo se encamina a través del acantilado y las llanuras nevadas al norte, donde alcanzan la apartada Aldea de Iciclos. Allí conocen el pasado del Profesor Gast y de los Ancianos por medio de Ifalna, la madre de Aeris, que desaparecieron engañados por un ser extraterrestre, Jenova. Tras hacer los preparativos necesarios y conocer que Sephiroth planea subir el Acantilado de Gaea, Cloud y los suyos se lanzan en snowboard en su busca.

### El Cráter de Mako
Tras avanzar por las llanuras nevadas durante largo tiempo, Cloud y los demás alcanzan la Cabaña del Escalador, donde descansan y reciben instrucciones precisas para subir por la gran pared que es el acantilado de Gaea. Pronto comienza la ascensión, lenta y dura, donde los elementos los ponen a prueba, finalmente alcanzan la zona más alta donde son atacados por Schizo, un poderoso dragón bicéfalo. Una vez el monstruo es derrotado el grupo alcanza finalmente el cráter de Mako, donde milenios atrás la calamidad del cielo causó una profunda herida en el planeta que aun trataba de ser curada. Los Shinra aparecen entonces en pleno cráter con Rufus a la cabeza y encuentran lo que se llamaba Tierra Prometida, un enorme lugar de Mako cristalizado y abundante. Cloud y los demás derrotan a otro fragmento de Jenova y logran hacerse nuevamente con la Materia Negra. Cloud la entrega a Barret y junto a Tifa prosigue su camino, dejando al resto del grupo en la retaguardia.

### Pasado de Cloud
Cuando era niño, Cloud no se juntaba con los demás chicos de su edad. Siempre estaba solo y cuando intentaba ir con los chicos, éstos le rechazaban. Cuando Tifa era pequeña fue al Monte Nibel, siendo Cloud el único que la acompañó hasta el final, aunque cuando cayeron del puente fue él quien recibió la culpa de lo que le pasó a Tifa.
Desde ese momento, Tifa sintió admiración por él. Poco después de eso, Cloud la llamó en el pozo del pueblo para comunicarle que se marcharía a Midgar para entrar en SOLDADO y convertirse en alguien como Sephiroth. En ese momento, hicieron la promesa de que si algo le pasará a Tifa, Cloud aparecería para salvarla.
Cuando llegó a Midgar, Cloud logró entrar en SOLDADO, pero no de primera clase, sino como un simple soldado de bajo rango debido a que en aquel momento carecía de aptitudes para formar parte de la primera clase. Sin embargo, hizo amistad con un miembro de SOLDADO de primera clase llamado Zack, el cual siempre acompañaba a Sephiroth. De este modo fue como se conocieron ambos. Formado un grupo con Sephiroth como líder, Zack, Cloud y otro soldado más, les fue asignada la misión de investigar el reactor de Monte Nibel, el pueblo natal de Cloud. Él hizo todo lo posible para evitar que Tifa, su guía en la misión, no le descubriera. 
Cuando Sephiroth se enteró de que él mismo era un experimento, destruyó Nibelheim y se dirigió hacia el Monte Nibel. Tifa fue tras él y trató de atacarle en vano. Después de quedar a Tifa malherida, Zack combatió contra Sephirot. Cuando Cloud llegó al reactor, colocó a Tifa en un lugar seguro y vio como su amigo Zack fue derrotado por Sephiroth. Cloud cogió la espada de Zack y atacó a Sefiroth mientras se encontraba distraído. Creyendo que Sephiroth había muerto, Cloud salió de la sala para ayudar a Tifa. En ese momento, Sephirot apareció tras él con la cabeza de Jenova y le clavó su espada dejándolo suspendido en el aire. Cloud reaccionó y logró tirar a Sephiroth a la corriente vital, mientras sostenía con su cuerpo la espada que Sephirot le había clavado.
En aquel momento, Zack y Cloud malheridos, fueron llevados a la mansión Shinra, en la cual fueron metidos en unos tubos de cristal para experimentar con ellos inyectándoles células de Jenova mientras eran expuestos a energía Mako. Las células de Jenova no hacen efecto sobre Zack, pero sí sobre Cloud, por lo que más adelante sus habilidades físicas mejoran considerablemente. Nibelheim se volvió a construir y fue repoblada por habitantes trabajadores de Shinra, ya que los verdaderos habitantes habían muerto en el incendio. Tifa sobrevivió y se marchó a Midgar, donde se une a AVALANCHA. Cuatro años después, en un despiste de los científicos, Zack logró escapar del tubo. Sacó a Cloud de allí y, tras lograr escapar de los soldados que los perserguían, huyeron montados en una moto. Sin embargo, Cloud apenas es capaz de mantenerse en pie debido a la sobredosis de mako durante la huida. Durante el viaje, Zack comenta con Cloud que lo mejor que podían hacer era convertirse en mercenarios. Teóricamente, ésta es la razón por la que Cloud se une a AVALANCHA. Cuando se acercaron a Midgar, fueron atacados por soldados. Zack, tratando de proteger a su amigo, muere a causa de heridas de balas, pero antes de morir, Zack le hace jurar que debía vivir por los dos. Debido al lamentable estado de Cloud, decidieron abandonarlo pensando que estaba demasiado débil para sobrevivir. Cuando Cloud retomó un poco de conciencia y movilidad , se acercó al cuerpo de Zack y en ese momento le hizo prometer que viviría por los dos, (Zack a Cloud) después cogió la espada de Zack (Buster Sword) gritando de pena e impotencia por la muerte de su amigo. Decidió seguir viviendo por los dos. Marchó a Midgar donde Tifa lo encontró en la estación, sobre el suelo e inconsciente. Cuando recobra la cordura, había olvidado todo lo sucedido; sin embargo, decidió unirse a AVALANCHA. (Todo esto se puede ver una vez Cloud recupera todos sus recuerdos en Mideel, Disco 2 y en Final Fantasy VII crisis core).
(ver el ova de Final Fantasy VII The Last Order).

## Final Fantasy VII: Advent Children
Es también el personaje principal de la película Final Fantasy VII: Advent Children, con una nueva apariencia y una nueva arma, en ella trata de buscar respuestas, se encuentra con que no puede olvidar su pasado sino asumirlo.
Sus enormes remordimientos causados por no haber podido evitar la muerte de Aeris y Zack no ayudaban a mejorar su autoestima, y durante más de dos años (hasta llegar a la película) se estuvo torturando con ese pensamiento, y pensando que él tiene algo de culpa por sus trágicas muertes. Durante los eventos de la película Cloud es obligado por varios de sus amigos a enfrentarse a su dolor, y a admitir que se estaba distanciando del resto de la gente (por ejemplo, no contando que estaba enfermo de geoestigma y renunciando a tener emoción positiva alguna). En la Ciudad Olvidada se encuentra con el espíritu de Aeris. A pesar de que Cloud sigue echándose la culpa, Aeris le dice que ella nunca le había culpado, y que estaba agradecida de que él hubiese ido a buscarla. Gracias a todo esto Cloud consigue fuerzas para perdonarse a sí mismo y enfrentarse con fuerza renovada a los vestigios de Sephiroth.
Cloud llega de nuevo a Midgar para ayudar a sus compañeros a derrotar a la invocación de Kadaj, Bahamut Sin. Tras derrotarla, se embarca en una carrera para destruir la cabeza de Jenova antes de que Kadaj la use. Derrota tanto a Loz como a Yazoo durante la persecución con ayuda de Reno y Rude. Sigue persiguiendo a Kadaj, y al pasar por la iglesia del Sector 5 es curado del geoestigma gracias a Aeris. Una vez alcanza a Kadaj estos combaten, y Cloud demuestra tener ventaja en la batalla. No obstante Kadaj logra unirse a las células de Jenova y lograr así el regreso de Sephiroth, que saluda con desprecio "Volvemos a encontrarnos, Cloud".
Durante esta segunda parte de la batalla final Cloud pierde la ventaja que tenía. Es superado por Sephiroth en casi todo momento, hasta el punto de que Sephiroth le atraviesa con su katana en el hombro, humillándole y pidiéndole que le diga qué es lo más importante para él, solo para poder quitárselo. Cloud le responde que Sephiroth le da pena, pues para él no hay nada que no sea importante.
Cloud se zafa de la katana y siguen peleando. En el aire Cloud hace uso de su técnica definitiva, el Omnilátigo V.5, y derrota a Sephiroth, diciéndole que regrese a sus recuerdos, donde pertenece. Sephiroth se desvanece diciendo que nunca será un recuerdo, y deja a Kadaj detrás. Tras el paso de Kadaj a la corriente vital Cloud se encuentra con unos maltrechos Loz y Yazoo, que le disparan por detrás. Cloud se lanza a ellos, y hay una explosión.
En ese momento Cloud aparenta haber muerto, y llama a su madre. Sin embargo las voces que responden son las de Zack y Aeris, que le dicen que "no hay lugar para él allí". Cloud reaparece en la iglesia del Sector 5, donde se encuentra con la gente de Midgar esperándole, puesto que "ella" les dijo que le esperaran. Cloud se encuentra con sus compañeros, y con Denzel, el niño al que habían adoptado él y Tifa. Cloud le invita a entrar en el pequeño lago que se había formado allí, y este se cura del geoestigma, como todo el resto de personas que estaban enfermas. Además ve en la entrada de la iglesia a Aeris y Zack, que le dicen que ahora estará bien. Cloud confirma esto con un "ya no estoy solo".

## Miscelánea
- Cloud ha aparecido en otros juegos como Ehrgeiz (1998), un videojuego de lucha 3D que salió para máquinas recreativas y, posteriormente, convertido para PSOne. También aparece en el videojuego de rol táctico Final Fantasy Tactics (1998) como personaje jugable oculto. Sus intervenciones en la serie Kingdom Hearts, juegos de rol de acción con personajes de Square Enix y Disney, también son destacables. En el primer juego, Cloud era obligado por Hades a luchar en el coliseo y derrotar a Sora, cosa que este se niega pero aun así es incapaz de evitar la pelea. En el segundo juego, Cloud vuelve a Bastión Hueco buscando a Sephiroth para poder enfrentarse a él, lucha que se da luego de que Sora pelea con Sephiroth al encontrarle. Por el camino, en la lucha contra todos los sincorazón, Cloud colabora con Sora para ir derrotando a los enemigos en su camino. Cloud aparece en Super Smash Bros. for Nintendo 3DS y Wii U como personaje descargable en ambas versiones junto con el escenario Midgar. En Super Smash Bros. Ultimate es un personaje desbloqueable e incluye la misma etapa.